# Fresnay-le-Samson
Pour les articles homonymes, voir Fresnay.
Fresnay-le-Samson est une commune française, située dans le département de l'Orne en région Normandie, peuplée de 108 habitants.

## Géographie
La commune est au sud du pays d'Auge. Son bourg est à 6 km au sud de Vimoutiers, à 16 km au nord-ouest de Gacé et à 17 km à l'est de Trun.
| Guerquesalles          | Guerquesalles     | Roiville         |
| Camembert, Champosoult | Fresnay-le-Samson | Roiville         |
| Survie                 | Aubry-le-Panthou  | Aubry-le-Panthou |

### Hydrographie
La commune est située dans le bassin Seine-Normandie. Elle est drainée par la Vie, le fossé 01 de la Girétrie, le fossé 01 du Fort Fresnay, le fossé 02 de la commune de Fresnay-le-Samson et le ruisseau de la Fontaine de la Motte,,.
La Vie, d'une longueur de 67 km, prend sa source dans la commune de Ménil-Hubert-en-Exmes et se jette  dans la Dives à Méry-Bissières-en-Auge, après avoir traversé 16 communes. Les caractéristiques hydrologiques de la Vie sont données par la station hydrologique située sur la commune de Ginai. Le débit moyen mensuel est de 0,491 m3/s. Le débit moyen journalier maximum est de 9,04 m3/s, atteint lors de la crue du 12 juin 2018. Le débit instantané maximal est quant à lui de 13,6 m3/s, atteint le même jour.

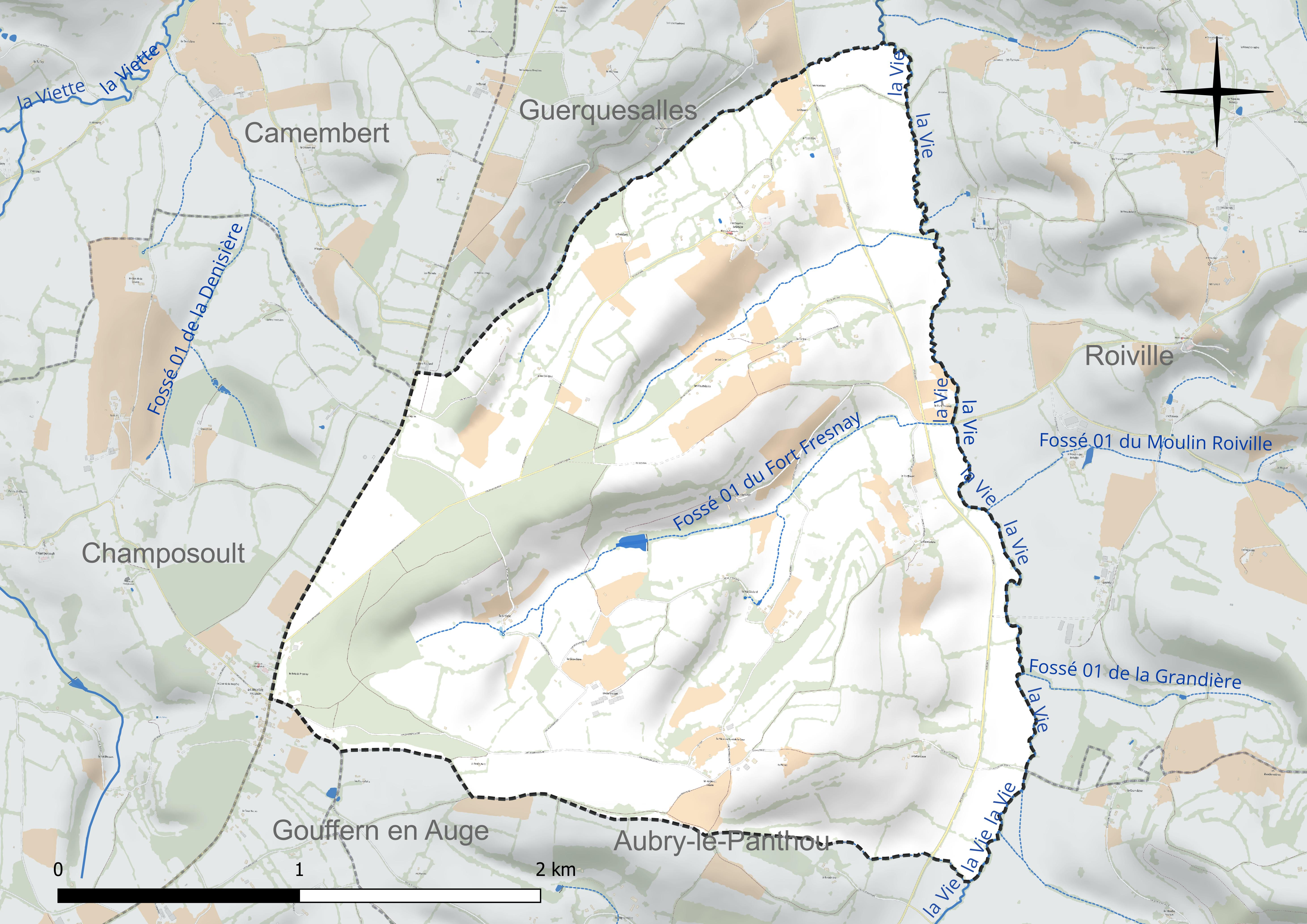
Réseau hydrographique de Fresnay-le-Samson.

### Climat
Pour des articles plus généraux, voir Climat de la Normandie et Climat de l'Orne.
En 2010, le climat de la commune est de type climat des marges montargnardes, selon une étude du CNRS s'appuyant sur une série de données couvrant la période 1971-2000. En 2020, Météo-France publie une typologie des climats de la France métropolitaine dans laquelle la commune est exposée à un climat océanique et est dans la région climatique Normandie (Cotentin, Orne), caractérisée par une pluviométrie relativement élevée (850 mm/a) et un été frais (15,5 °C) et venté. Parallèlement le GIEC normand, un groupe régional d’experts sur le climat, différencie quant à lui, dans une étude de 2020, trois grands types de climats pour la région Normandie, nuancés à une échelle plus fine par les facteurs géographiques locaux. La commune est, selon ce zonage, exposée à un « climat contrasté des collines », correspondant au Pays d’Auge, Lieuvin et Roumois, moins directement soumis aux flux océaniques et connaissant toutefois des précipitations assez marquées en raison des reliefs collinaires qui favorisent leur formation.
Pour la période 1971-2000, la température annuelle moyenne est de 10,3 °C, avec une amplitude thermique annuelle de 13,3 °C. Le cumul annuel moyen de précipitations est de 794 mm, avec 12,9 jours de précipitations en janvier et 8 jours en juillet. Pour la période 1991-2020, la température moyenne annuelle observée sur la station météorologique la plus proche, située sur la commune de Ticheville à 5 km à vol d'oiseau, est de 10,9 °C et le cumul annuel moyen de précipitations est de 826,1 mm,. Pour l'avenir, les paramètres climatiques de la commune estimés pour 2050 selon différents scénarios d’émission de gaz à effet de serre sont consultables sur un site dédié publié par Météo-France en novembre 2022.

## Urbanisme

### Typologie
Au 1er janvier 2024, Fresnay-le-Samson est catégorisée commune rurale à habitat très dispersé, selon la nouvelle grille communale de densité à sept niveaux définie par l'Insee en 2022.
Elle est située hors unité urbaine et hors attraction des villes,.

### Occupation des sols
L'occupation des sols de la commune, telle qu'elle ressort de la base de données européenne d’occupation biophysique des sols Corine Land Cover (CLC), est marquée par l'importance des territoires agricoles (90,3 % en 2018), une proportion identique à celle de 1990 (90,3 %). La répartition détaillée en 2018 est la suivante : 
prairies (85,4 %), forêts (9,7 %), terres arables (4,9 %). L'évolution de l’occupation des sols de la commune et de ses infrastructures peut être observée sur les différentes représentations cartographiques du territoire : la carte de Cassini (XVIIIe siècle), la carte d'état-major (1820-1866) et les cartes ou photos aériennes de l'IGN pour la période actuelle (1950 à aujourd'hui).

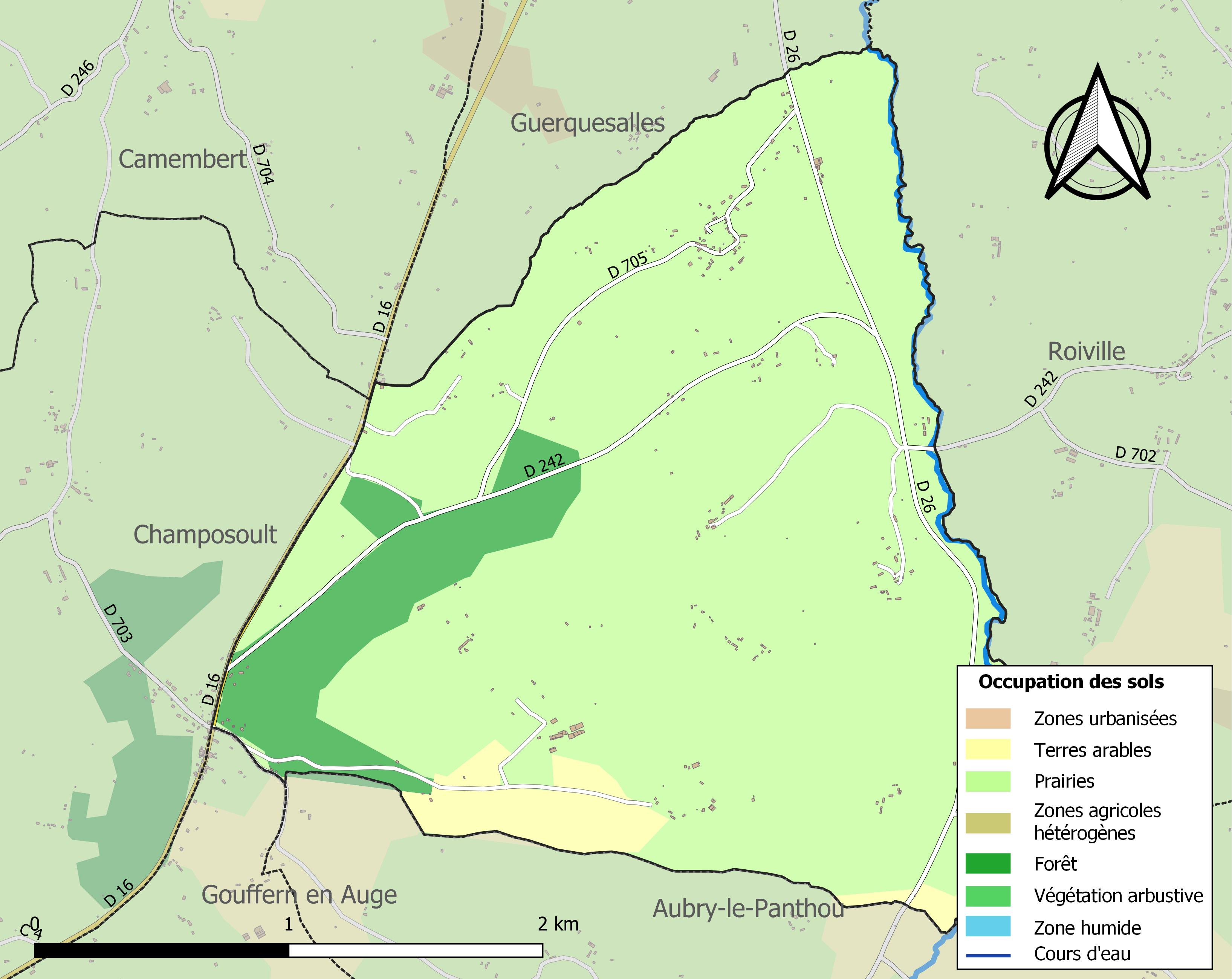
Carte des infrastructures et de l'occupation des sols de la commune en 2018 (CLC).

## Toponymie
Le nom de la localité est attesté sous les formes Fresnay le Sauxon (le Samson) vers 1596, Fresnei le Samson en 1666, Fresné le Samson vers 1740, Fresnay le Sanson en 1793, Fresnay-le-Samson en 1801.
Le toponyme est issu du latin fraxinus, « frêne ». Samson est un patronyme. Samson est le nom d'un ancien seigneur du lieu.
Le gentilé est Fresnaysien.

## Politique et administration
| Période                                  | Période   | Identité       | Étiquette | Qualité             |
| ---------------------------------------- | --------- | -------------- | --------- | ------------------- |
| 1983                                     | mars 2008 | René Victoire  | SE        | Agriculteur         |
| mars 2008                                | En cours  | Thierry Laigre | SE        | Exploitant agricole |
| Les données manquantes sont à compléter. |           |                |           |                     |

Le conseil municipal est composé de neuf membres (pour onze sièges) dont le maire et deux adjoints.

## Démographie
L'évolution du nombre d'habitants est connue à travers les recensements de la population effectués dans la commune depuis 1793. Pour les communes de moins de 10 000 habitants, une enquête de recensement portant sur toute la population est réalisée tous les cinq ans, les populations de référence des années intermédiaires étant quant à elles estimées par interpolation ou extrapolation. Pour la commune, le premier recensement exhaustif entrant dans le cadre du nouveau dispositif a été réalisé en 2006.
En 2022, la commune comptait 108 habitants, en évolution de +20 % par rapport à 2016 (Orne : −3,21 %, France hors Mayotte : +2,11 %).
Fresnay-le-Samson a compté jusqu'à 344 habitants en 1841.
| 1793 | 1800 | 1806 | 1821 | 1836 | 1841 | 1846 | 1851 | 1856 |
| ---- | ---- | ---- | ---- | ---- | ---- | ---- | ---- | ---- |
| 277  | 252  | 328  | 314  | 340  | 344  | 320  | 311  | 293  |

| 1861 | 1866 | 1872 | 1876 | 1881 | 1886 | 1891 | 1896 | 1901 |
| ---- | ---- | ---- | ---- | ---- | ---- | ---- | ---- | ---- |
| 285  | 271  | 228  | 248  | 231  | 215  | 223  | 187  | 189  |

| 1906 | 1911 | 1921 | 1926 | 1931 | 1936 | 1946 | 1954 | 1962 |
| ---- | ---- | ---- | ---- | ---- | ---- | ---- | ---- | ---- |
| 192  | 182  | 175  | 170  | 138  | 166  | 183  | 161  | 146  |

| 1968 | 1975 | 1982 | 1990 | 1999 | 2006 | 2011 | 2016 | 2021 |
| ---- | ---- | ---- | ---- | ---- | ---- | ---- | ---- | ---- |
| 137  | 133  | 113  | 110  | 108  | 110  | 111  | 90   | 100  |

| 2022 | - | - | - | - | - | - | - | - |
| ---- | - | - | - | - | - | - | - | - |
| 108  | - | - | - | - | - | - | - | - |

## Lieux et monuments
- Église Notre-Dame (ou Saint-Sauveur), au clocher rond.